# Plaošnik
 (octobre 2023).
Si vous disposez d'ouvrages ou d'articles de référence ou si vous connaissez des sites web de qualité traitant du thème abordé ici, merci de compléter l'article en donnant les références utiles à sa vérifiabilité et en les liant à la section « Notes et références ».
Plaošnik ou simplement Plaoš (en macédonien : Плаошник, Плаош) est un site archéologique et un lieu saint à Ohrid, en Macédoine du Nord, situé à 250 mètres sous la forteresse de Samuil. Le site est en cours de restauration dans son état d'origine.

## Sites archéologiques

### Église Saint-Clément
L'église a été construite par saint Clément en 893, sur la base d'une ancienne basilique chrétienne, et dédiée à saint Pantaléon.
Après l'avènement de l'Empire ottoman, l'église Saint-Clément fut transformée en mosquée, connue sous le nom de mosquée Imaret (en turc : İmaret Camii), dont il ne reste qu'un petit enclos. La mosquée a été construite comme une dotation et un mémorial par Sinan Chelebi, membre de la distinguée famille turque des Ohrizade. La mosquée Imaret a été démolie en 2000 parce qu'elle a été construite sur les restes d'une église dans la région de Plaošnik et l'ancienne mosquée a été ajoutée à la liste des édifices religieux endommagés établie par la Communauté religieuse islamique de Macédoine.
Il a fait l'objet d'importantes reconstructions au cours de la période ottomane et de fouilles au cours de la période contemporaine.
Le 10 octobre 2007, un gisement d'environ 2 383 pièces de monnaie vénitiennes a été découvert par des archéologues lors de fouilles dans le monastère. Un éminent archéologue de la République de Macédoine, Pasko Kuzman, a déclaré que les pièces de monnaie revêtent une importance particulière car elles indiquent qu'Ohrid et Venise étaient liées commercialement.

## Voir également
- Ohrid

## Galerie

Plaošnik
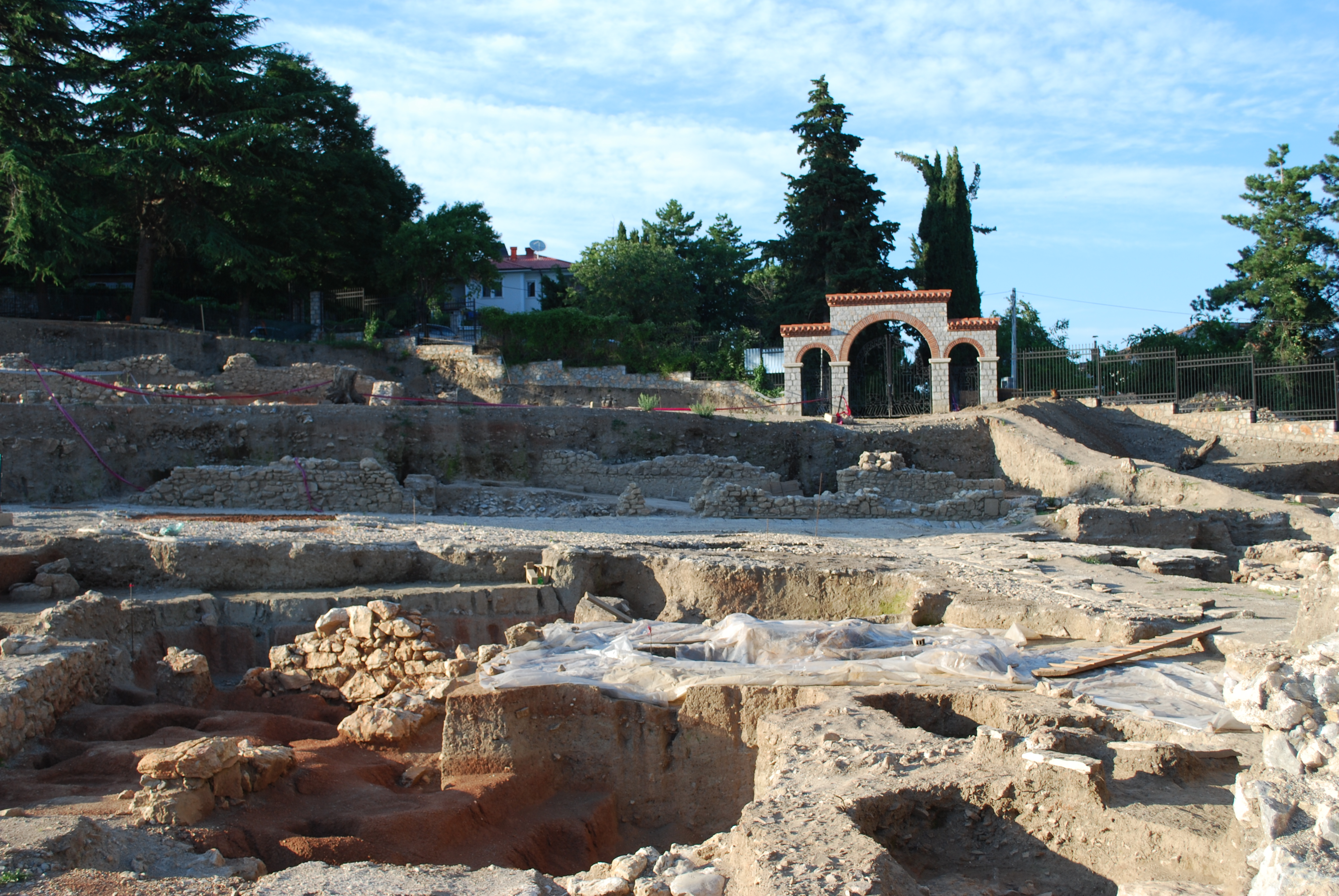
Plaosnik.
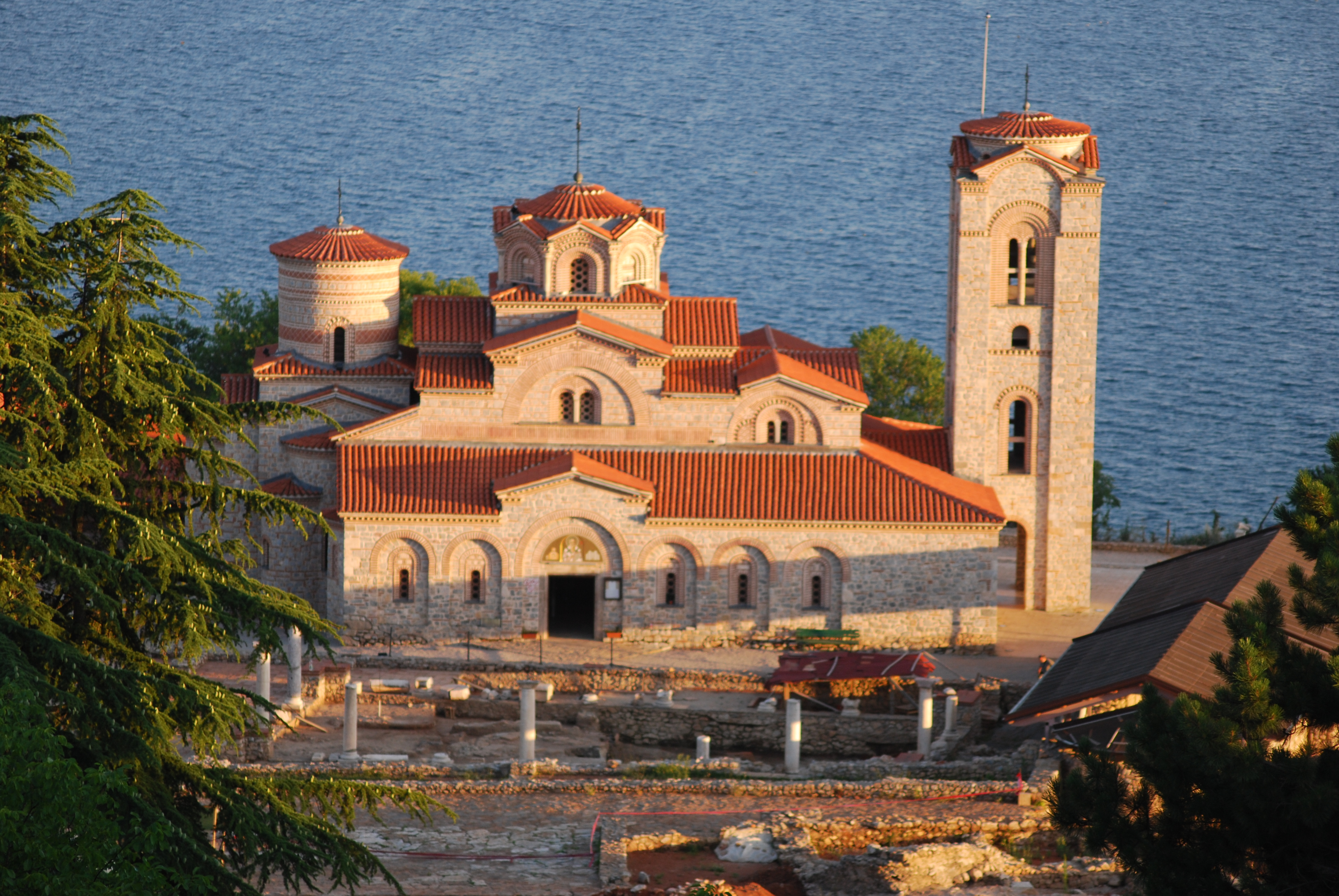
Église Saint-Clément.
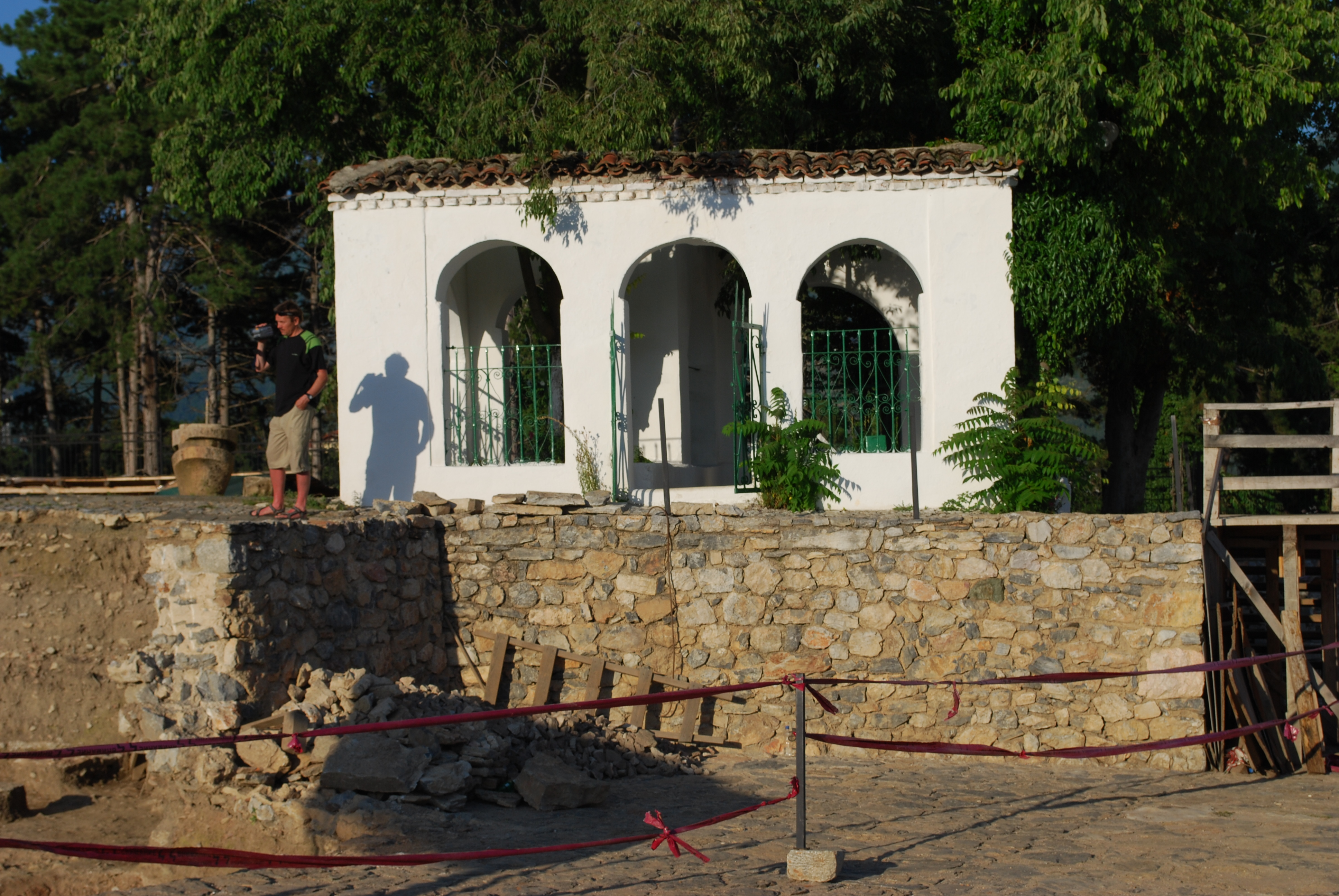
Tombes musulmanes.
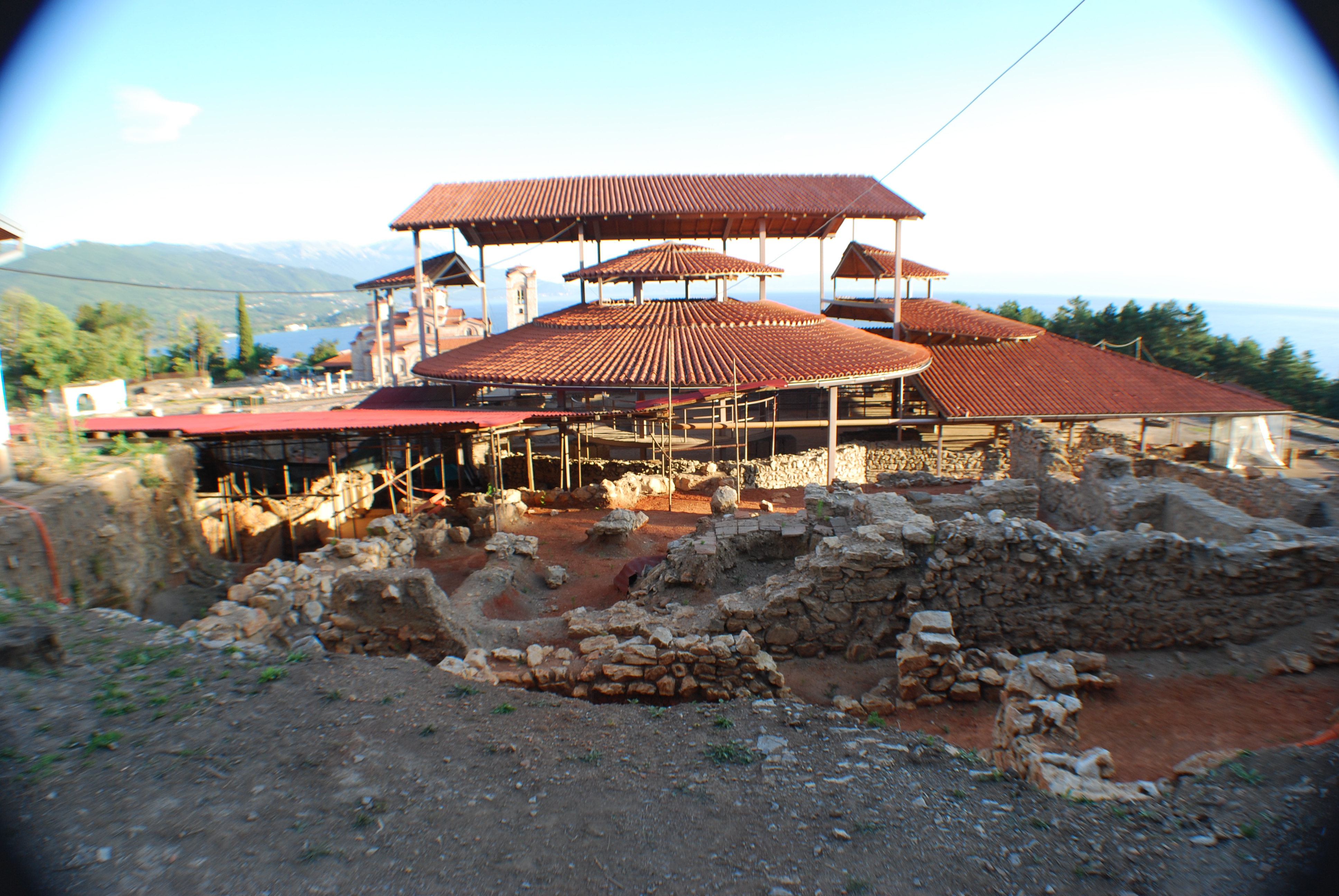
Basilique chrétienne.
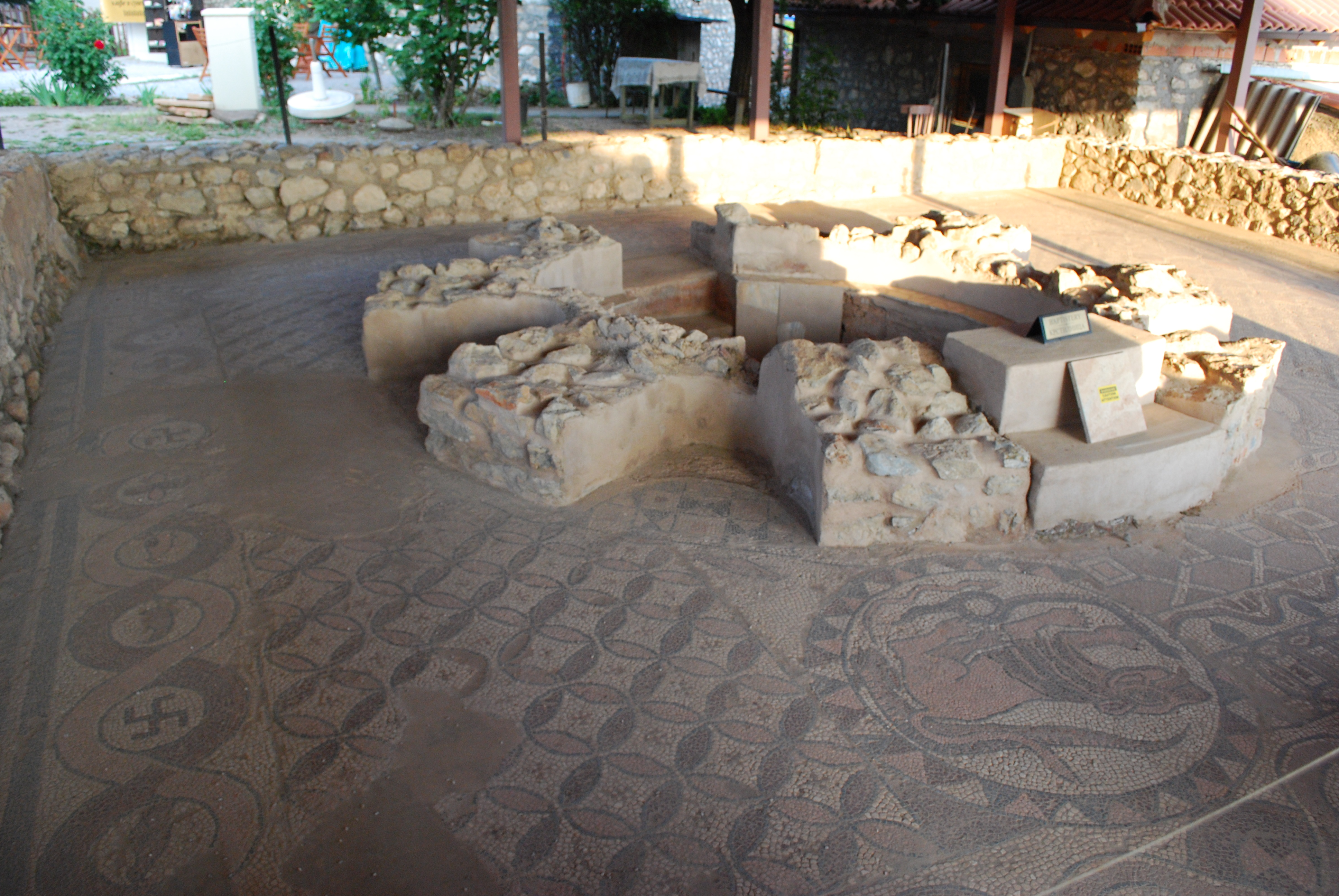
Le baptistère.